# Tribunal de la Couronne de Lublin

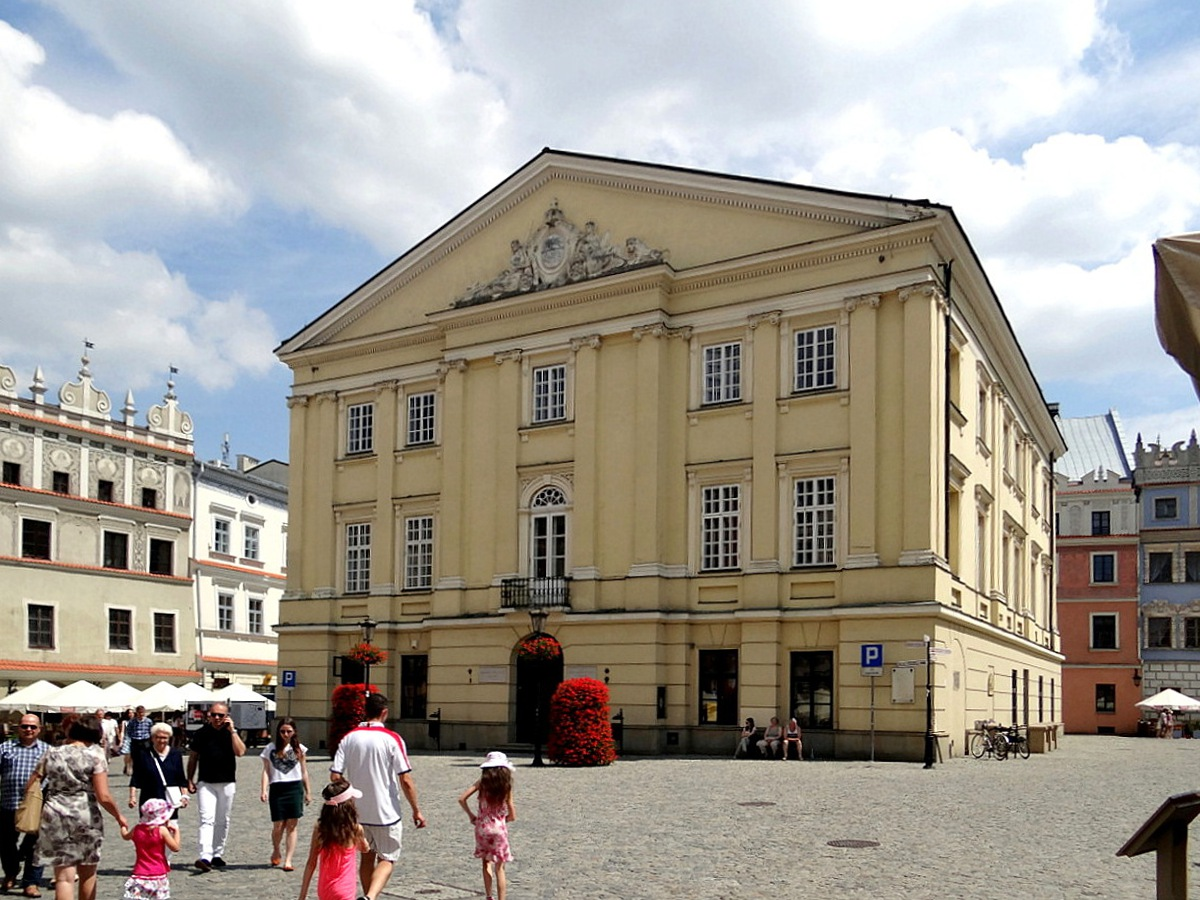
Tribunal de la Couronne de Lublin

Le Tribunal de la Couronne de Lublin est une cour suprême d’appel de la Couronne du royaume de Pologne, de la République de Deux Nations, pour les affaires du droit foncier de la Petite-Pologne. 

## Fonction du Tribunal
En 1578, la diète générale de Varsovie a créé la nouvelle instance judiciaire – le Tribunal de la Couronne (Iudicium Ordinarium Generale Tribunalis Regni). Le roi Étienne Báthory, en tant que iudex supremus, a transféré sa fonction de juge suprême à la cour de noblesse. À partir de ce moment-là, le Tribunal de la Couronne était la Cour suprême (la cour d’appel) pour la noblesse.

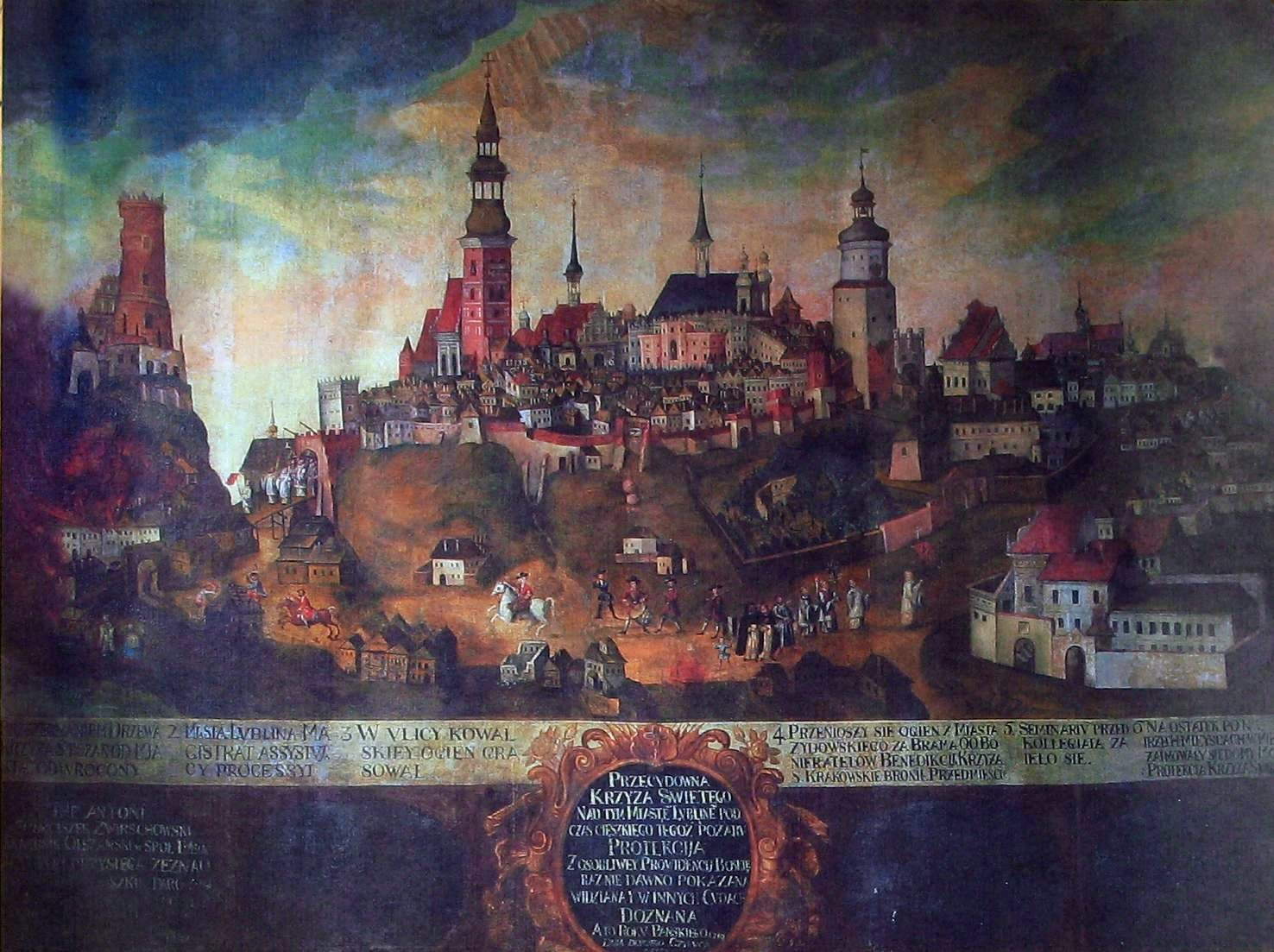
Le bâtiment du Tribunal sur le tableau « L’incendie de Lublin » de 1719

Selon la Constitution de 1578, seulement la Couronne a été soumise au Tribunal. Les réunions des tribunaux de Grande-Pologne et de Mazovie se sont passées à Piotrków Trybunalski. Quant aux réunions dans la région de Petite-Pologne, elles ont eu lieu à Lublin. Le tribunal commençait les réunions à Piotrków, où il jugeait de lundi après le jour de saint Martin (le 11 novembre) jusqu’à dimanche des Rameaux (Dominica Palmarum). À Lublin, les réunions du tribunal étaient commencées le lundi qui suivait le premier dimanche après Pâques (Dominica Conductus Paschae). Elles finissaient quand toutes les affaires portées devant la cour ont été examinées, ce qui durait d’habitude jusqu’au jour de St. Barthélémy (le 24 août). Cependant en 1611, lors de la réunion de la diète ordinaire à Varsovie, on a  décidé de « donner plus de temps aux tribunaux ». La constitution de la diète de convocation de 1764 a instauré la division du Tribunal de la Couronne en deux tribunaux séparés : le Tribunal de la Couronne de Grande-Pologne et le Tribunal de la Couronne de Petite-Pologne. Ces modifications n’ont pas existé longtemps. La diète extraordinaire de fin 1767/début 1768 a promulgué la constitution sous le nom de « l’Union du Tribunal de la Couronne », conformément à laquelle on a créé de nouveau un seul Tribunal pour les deux provinces. Le Tribunal a été composé des juges dits députés, choisis chaque année parmi la noblesse (les députés laïcs) et parmi le clergé (les députés ecclésiastiques). À sa tête, il y avait le maréchal choisi d’entre les députés laïcs et le président – le député du chapitre de Gniezno. 

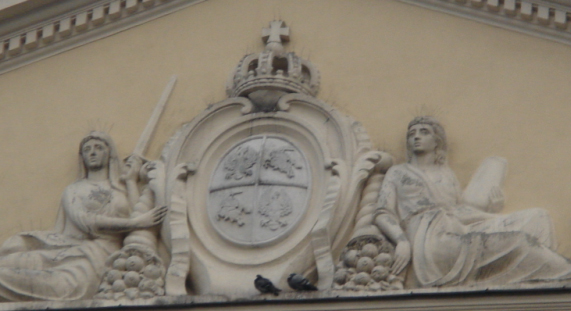
Le Tribunal de la Couronne, le motif de l’Aigle polonais et du Pahonie de la Lituanie

Grâce au Tribunal, Lublin est devenue centre juridique de la République de Deux Nations. Avec la chute des centres universitaires pour les juristes, c’était la salle de tribunal qui remplissait la fonction de l’université pour de nombreux avocats, en leur permettant de faire leurs premiers pas et de mettre leur connaissance en pratique. La proximité de l’Académie de Zamoyski où on pouvait étudier le droit, en avait aussi bénéfique. Lublin attirait les candidats aux études de droit, non seulement de la Pologne, mais aussi de l’étranger. De plus, il faut souligner le rôle du Tribunal dans la vie urbaine. Il a contribué à la transformation de Lublin en capitale juridique et au développement rapide de la ville. Immédiatement après la création du Tribunal, les palais des magnats et les manoirs de la noblesse ont commencé à jaillir à Lublin. Les réunions du Tribunal ont apporté la vivacité à la ville. Après la perte de l’indépendance, le Tribunal de la Couronne et d’autres cours de noblesse ont été fermés. 
Les dossiers du Tribunal de la Couronne qui ont été détenus dans  l’archive judiciaire situé dans le réfectoire du monastère dominicain, ont été transférés au monastère des Bernardins en 1811. En 1827, on les a transportés au nouvel « Archive de vieux dossiers » (en polonais : Archiwum Akt Dawnych) à Lublin.  Entre 1836 et 1840, tous les dossiers ont été transportés à l’Archive de vieux dossiers à Varsovie, où ils ont été complètement détruits en 1944 pendant l’Insurrection de Varsovie. 

## Histoire de l’édifice

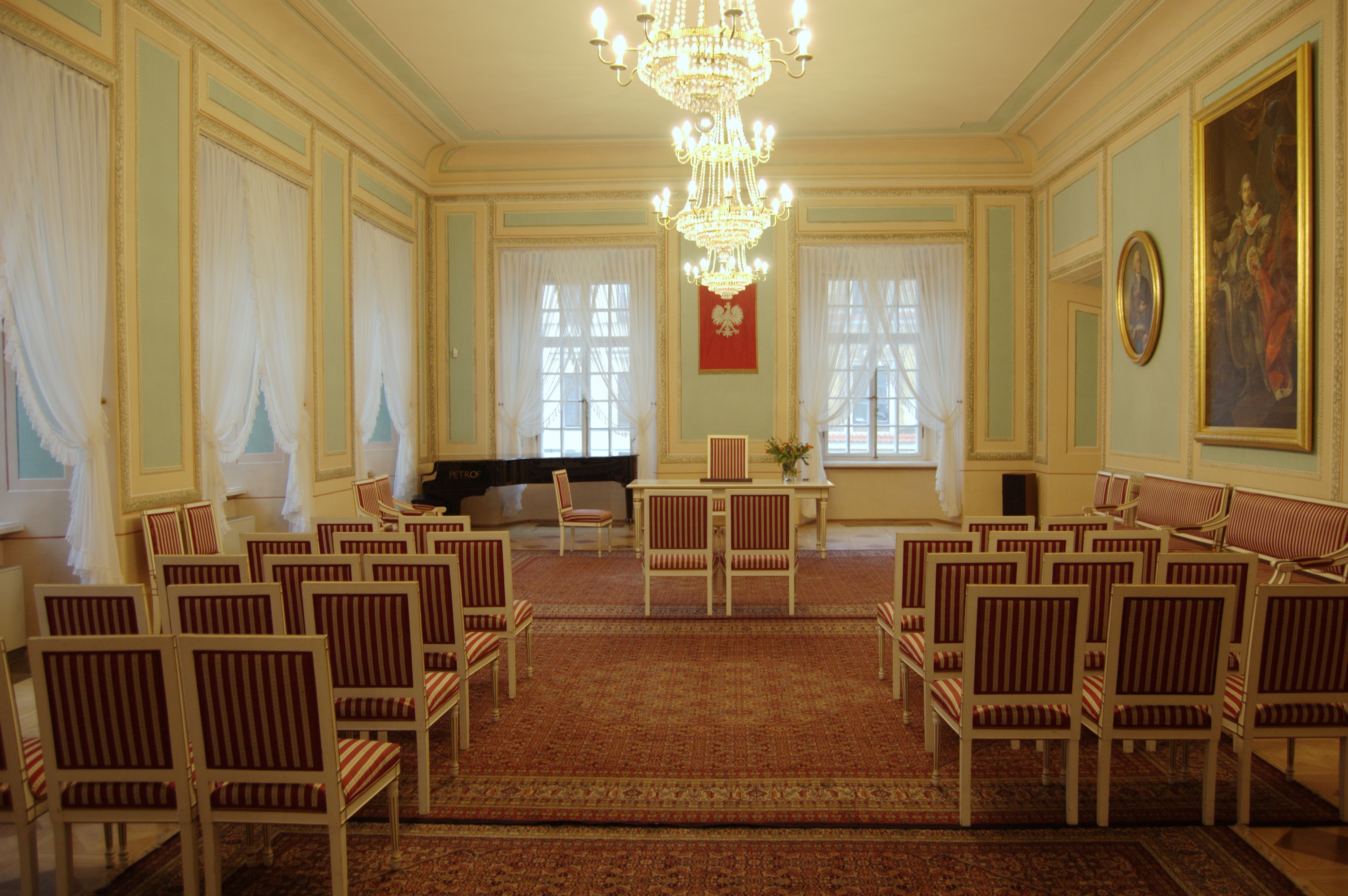
L’une des salles dans le bâtiment du tribunal, actuellement utilisée comme la Salle du Mariage

Le bâtiment actuel du Tribunal de la Couronne a été érigé sur la place de la vieille ville à Lublin en vue de remplacer l’ancien hôtel de ville fait de bois qui a été brûlé en 1389. Au début, le nouveau bâtiment a été utilisé comme l’hôtel de ville. Depuis 1578, il fonctionnait en tant que Tribunal de la Couronne pour la noblesse de Petite-Pologne. 
Le bâtiment gothique du vieil hôtel de ville a été érigé au XIVe siècle. C’était un immeuble fait en bois, avec les deux tours et l’escalier extérieur. Il a été brûlé dans l’incendie de Lublin en 1389. Le bâtiment suivant, plus grand et fait de brique a été construit dans le même endroit, aussi dans le style gothique. Il a été reconstruit dans de style renaissance dans la première moitié du XVIe siècle. Entre autres, on lui a donné un étage attique et on a construit l’escalier extérieur au premier étage. 
Après l’incendie suivant de Lublin de 1575, le bâtiment a été reconstruit dans le style renaissance pour faire référence à des hôtels de ville de Sandomierz et de Tarnów. On a reconstruit le bâtiment encore une fois dans le style gothique au cours des années 1680. On a construit le deuxième étage et on a rebâti la tour. La peinture « L’incendie de Lublin » de 1719 qui se trouve aujourd’hui à l’église des Dominicains, témoigne du style baroque du bâtiment. 
Le bâtiment a gagné l’apparence d’aujourd’hui entre 1781 et 1787, quand il a été reconstruit selon le projet de Domenico Merlini, architecte de la cour de Stanislas II Auguste. L’immeuble a été construit dans le style classique, il a été agrandi et sa superficie a été presque doublée. On a fini le deuxième étage, destiné pour les tribunaux fonciers, et on a maintenu d’autres pièces inchangées. Les façades du Tribunal sont décorées avec les pilastres classiques, et dans le tympan, il y a un relief présentant le symbole de la justice.
Tout en haut de la façade, il y a un bas-relief caractéristique. Au milieu du relief il y a un bouclier avec deux blasons dedans. L’un des blasons présente un aigle, symbole de la Pologne, le second blason c’est le Pahonie – symbole de la Lituanie. Au-dessus, il se trouve la couronne des rois de la Pologne et une croix. Les deux personnages féminins sont assis de deux côtés des blasons. Une personne tient une épée dans ses mains et une autre tient une balance, symbole de la justice. Un lion est allongé aux pieds de l’une des femmes. En 1977, on a reconstruit le bas-relief.
À l’époque de Stanislas II Auguste, l’atelier de Marcello Bacciarelli, peintre du roi, se trouvait dans le bâtiment du Tribunal. Il y avait même des plans d’y organiser la première académie de beaux-arts en Pologne. 
Parmi de nombreux tableaux recueillis dans le bâtiment du Tribunal, on peut trouver entre autres le portrait du roi Étienne Báthory et le portrait de Stanisław Małachowski, maréchal de la Grande Diète.
Aujourd’hui, le Palais de Mariage se trouve dans le bâtiment de l’ancien Tribunal de la Couronne. Au sous-sol, où il y avait la vinerie et la prison, aujourd’hui il y a la voie touristique souterraine de Lublin. De plus, les événements culturels, tels que les concerts ont lieu là-bas, et dans plusieurs salles il y a le Musée de l’histoire de l’Hôtel de ville et du Tribunal de la Couronne.

## La patte du diable
La patte du diable est présente dans l’une des légendes de Lublin qui a sa confirmation dans les sources historiques. L’histoire se passe au Tribunal de la Couronne. Une version de la légende présente l’histoire du procès d’une veuve, qui a eu lieu au Tribunal de Lublin en 1637 ou en 1638. L’une des parties au différend, c’était un magnat qui a corrompu les juges. La veuve, désespérée, a levé les mains vers le crucifix accroché au mur de la salle et elle a crié : Si les diables étaient les juges, ils prononceraient le jugement plus juste ! La même nuit, les personnages mystérieux ont apparu dans la salle de tribunal. Ils portaient les robes, les manteaux de la noblesse (appelées en polonais żupan et kontusz), et les perruques noires. L’écrivain qui prenait les notes pendant le procès a aperçu les cornes de diable cachés dans les cheveux des personnages et il a senti l’odeur de soufre. Les diables ont prononcé le jugement en faveur de la femme, et afin de le confirmer, le juge diabolique a posé la main sur la table en gravant la marque dans le bois. En ce moment, le Christ sur le crucifix a tourné sa tête pour ne pas voir que le tribunal du diable est plus juste que l’un de l’homme. Jusqu’aujourd’hui, le crucifix se trouve dans une chapelle de la cathédrale à Lublin. La table avec une gravure de la patte du diable, qui date d’avant 1578, se trouve dans le Musée National de Lublin.